# 日僧事件
日僧事件是1932年发生在中国上海的一宗中日冲突事件，此事件直接促成一·二八事变的爆发。
蔡廷鍇等指出：「一二八」事變的「近因完全為暴日軍閥蠶吞中國之支動作。日僧事件及抵貨運動不過如中村失蹤及滿鐵被毁，為其同一自然之導火線耳。」
中共觀點認為，「日僧事件」是由田中隆吉和川島芳子精心策劃，目的在於促使日本海軍迅速出兵:6。

## 背景
1931年9月，九一八事變爆发，日本關東軍扶持成立了满洲国。中国人的对日反感情绪上升，上海的反日运动尤为高涨。生产毛巾的工厂三友实业社位于华界马玉山路（今双阳路），毗邻上海公共租界东区（杨树浦），被认为是反日运动的基地之一。

## 经过
1932年1月18日，在田中隆吉助手憲兵大尉重藤千春煽動下，天崎啟升、水上秀雄和佛教徒後藤芳平、黑岩淺次郎、藤村國吉5人舉行宗教儀式之寒中修行，途經杨树浦马玉山路三友实业社時，故意尋衅鬧事（中国方观点），同該廠工人義勇軍發生衝突:7。結果日僧三人被毆傷，一人傷重身亡:7。上海工部局作出了回应。

## 后果
1月19日，村井仓松就「日僧事件」向上海市政府提出口頭抗議，要求緝凶，並保留其他要求條件:7。
1月20日凌晨2時40分，重藤千春在田中隆吉指使下，指揮上海「日本人在華青年同志會」32名暴徒，攜帶槍械、刺刀等武器和硝磺、煤油等引火物，潛赴三友實業社工廠，縱火焚燒毛巾工場廠房，並打死前来组织救火之公共租界工部局華捕一人，打傷二人:7。田中深信「這樣一來，日華之間必然引起衝突」。當日下午1時，在田中隆吉煽動下，約一千餘名日僑以「日僧事件」為借口，在公共租界蓬路日僑俱樂部召開第四次僑民大會:7。決議：「籲請帝國陸海軍立即增兵，並要求駐上海的帝國官府（總領事及海軍陸戰隊）採取強硬手段。」嗣赴日本駐上海領事館及海軍陸戰隊遊行請願，陸戰隊指揮官鮫島具重海軍大佐向日侨保證：「為在萬一的情況下保護僑民的生命財產和行使自衛權，我們將決心採取果斷措施。而且現有兵力不足，隨時準備增兵。」散會後，日僑在虬江路和北四路一帶鬧事，毆打行人，撕毀標語，搗毀多家商店:8。
田中隆吉眼看暴動之狀況，加緊工作，一面向日本公使館及「支那派遣軍」游說出兵之重要，一面以手槍脅迫「三井物產」上海分公司負責人致電東京三井財閥負責人團琢磨，請其主張出動日軍:8。
日侨在文监师路（今塘沽路）上海日本居留民团门前，要求中国政府道歉并惩办凶手，赔偿损失。上海工部局发布戒严令。1月28日，中日两国军队交战，一二八事变爆发。

## 审判
在远东国际军事法庭上，田中隆吉少將对于日僧事件作出證言：所謂的「慘案」是由板垣征四郎委託其關東軍參謀花谷正少佐製造事端，實際執行則委託憲兵上校重藤憲史與田中之情婦、前清皇族川島芳子，雇用殺手攻擊在上海的日蓮宗僧侶，煽动日本僑民情緒製造混亂。然而，川岛芳子和日僧事件的关系并没有除了田中的证词以外的证据。1948年，川島芳子以汉奸罪名被处决。

### 出处
1. ↑  蔡廷锴、蒋光鼐、戴戟著，《淞滬戰鬥詳報》，上海：中華書局，1933年，第7-8頁
2. 1 2 3 4 5 6 7 8  李新總主編，中國社會科學院近代史研究所中華民國史研究室編，周天度、鄭則民、齊福霖、李義彬等著，《中華民國史》第八卷，北京：中華書局，2011年
3. ↑  復旦大學歷史系日本史組編，《日本帝國主義對外侵略史料選編（1931－1945）》，上海人民出版社，1975年，第50頁
4. ↑  日本參謀本部：《滿洲事變作戰經過概要》第1卷，北京：中華書局，1981年，第134頁
5. ↑  關寬治、島田俊彥著，王振鎖等譯，《滿洲事變》，上海譯文出版社，1983年，第369頁
6. ↑  《明治・大正・昭和・平成　事件・犯罪大辞典》，東京法経学院出版，2002年，第341頁、577頁

### 书目
- 「明治・大正・昭和・平成　事件・犯罪大辞典」、東京法経学院出版、2002年
- 黒井文太郎：「謀略の昭和裏面史」、宝島社文庫、2007年